# 乌达奇诺耶村委员会
乌达奇诺耶村委员会（俄语：Удаченский сельсовет）是俄罗斯联邦阿斯特拉罕州阿赫图宾斯克区所属的一个村委员会。其下辖有2个居民点，行政中心为乌达奇诺耶。据2015年统计，该村委员会的人口为910人。